# Moskitos Essen
Die Wohnbau Moskitos Essen (offiziell Eissportclub Moskitos Essen e. V.) waren eine Eishockeymannschaft aus Essen, die zuletzt bis zu ihrer Auflösung nach der Saison 2024/25 in der Oberliga spielte, allerdings von 1999 bis 2002 der Deutschen Eishockey Liga angehörte. 

## Geschichte

### Anfangsjahre im Essener RSC (1935 bis 1968)
1959 erreichte der Essener Roll- und Schlittschuhclub von 1936 die Meisterschaft in der Landesliga Nordrhein-Westfalen, verzichtet aber auf die Qualifikation zur zweitklassigen Oberliga. Ab der Saison 1961/62 nahm der Verein an der Gruppenliga, der damals dritthöchsten Spielklasse und späteren Regionalliga teil. 1966 stieg der ERSC erstmals in die Oberliga auf, wo die Mannschaft jedoch nach der Vorrunde und vor Beginn der Qualifikationsrunde vom Spielbetrieb zurückgezogen wurde.

### ERV, Essener SC und EHC Essen (1968 bis 1983)
1972 konnte der Nachfolgeverein ERV Essen in die Regionalliga Nord aufrücken und wurde 1973 bei der Einführung der 2. Bundesliga in die Oberliga Nord eingestuft. 1975 wurde der Verein vom Spielbetrieb zurückgezogen. Als Nachfolger nahm der Essener SC den Platz in der Oberliga ein, bevor jedoch auch dieser aufgelöst wurde.
In der Saison 1976/1977 nahm schließlich der Eishockey-Club Essen an der Oberliga Nord teil und wurde dort auf Anhieb Vizemeister, scheiterte jedoch in den Relegationsspielen zur 2. Bundesliga an der SG Nürnberg. In der folgenden Saison konnte der EHC schließlich in die 2. Bundesliga nachrücken. In der Saison 1981/82 erreichte der Club, der zuvor nur durch die Aufteilung der Liga in eine Nord- und eine Süd-Gruppe die Klasse hatte halten können, die Meisterschaft der 2. Bundesliga. Im folgenden Jahr musste sich der Verein jedoch aufgrund anhaltender wirtschaftlicher Probleme vom Spielbetrieb zurückziehen.

### Bundesliga und Drittklassigkeit: EHC Essen-West (1983 bis 1994)
Im Sommer 1983 wurde der Verein als EHC Essen-West neu gegründet und setzte den Spielbetrieb in der 2. Bundesliga fort. Dort schaffte die Mannschaft bereits im ersten Spieljahr den Aufstieg in die Eishockey-Bundesliga, woraus sie jedoch nach nur einem Jahr wieder abstieg und in der darauffolgenden Saison sogar in die Oberliga Nord durchgereicht wurde. Nach dem sofortigen Wiederaufstieg in die 2. Bundesliga in der Saison 1986/87 gehörte der Verein dieser Spielklasse bis zur Einstellung des Spielbetrieb im Jahr 1994 an.

### Aufstieg in die DEL und erneute Insolvenz (1994 bis 2002)
Bei der Neueinteilung der Mannschaften bei der Einführung der Deutschen Eishockey Liga 1994 wurde der Essener Jugend-Eishockey-Club in die 2. Liga Nord eingeteilt, von wo er bereits im ersten Jahr in die 1. Liga Nord aufstieg. Der Eissportclub Moskitos Essen übernahm zur Saison 1995/96 den Platz des Essener Jugend-EC in der 1. Liga Nord und wurde schließlich 1998 Gründungsmitglied der neuen 2. Bundesliga. Als Zweitligameister 1999 schaffte der Verein den sportlichen Aufstieg in die DEL und lagerte daraufhin seine Profimannschaft in die ESC Moskitos Essen Trendsport GmbH aus.
Nach anhaltenden sportlichen Misserfolgen und wirtschaftlichen Problemen wurde nach Ende der Saison 2001/02 das Insolvenzverfahren über die GmbH eröffnet wurde, worauf diese aus der Deutschen Eishockey Liga ausgeschlossen wurde. Der ESC Moskitos Essen, der in drei Jahren in der höchsten Profispielklasse zweimal den letzten und einmal den drittletzten Platz belegt hatte, setzte nach einem Verzicht auf die mögliche Teilnahme an der 2. Bundesliga den Spielbetrieb in der viertklassigen Regionalliga Nordrhein-Westfalen fort.

### Neubeginn und Rückkehr zum Stammverein (2002 bis 2010)

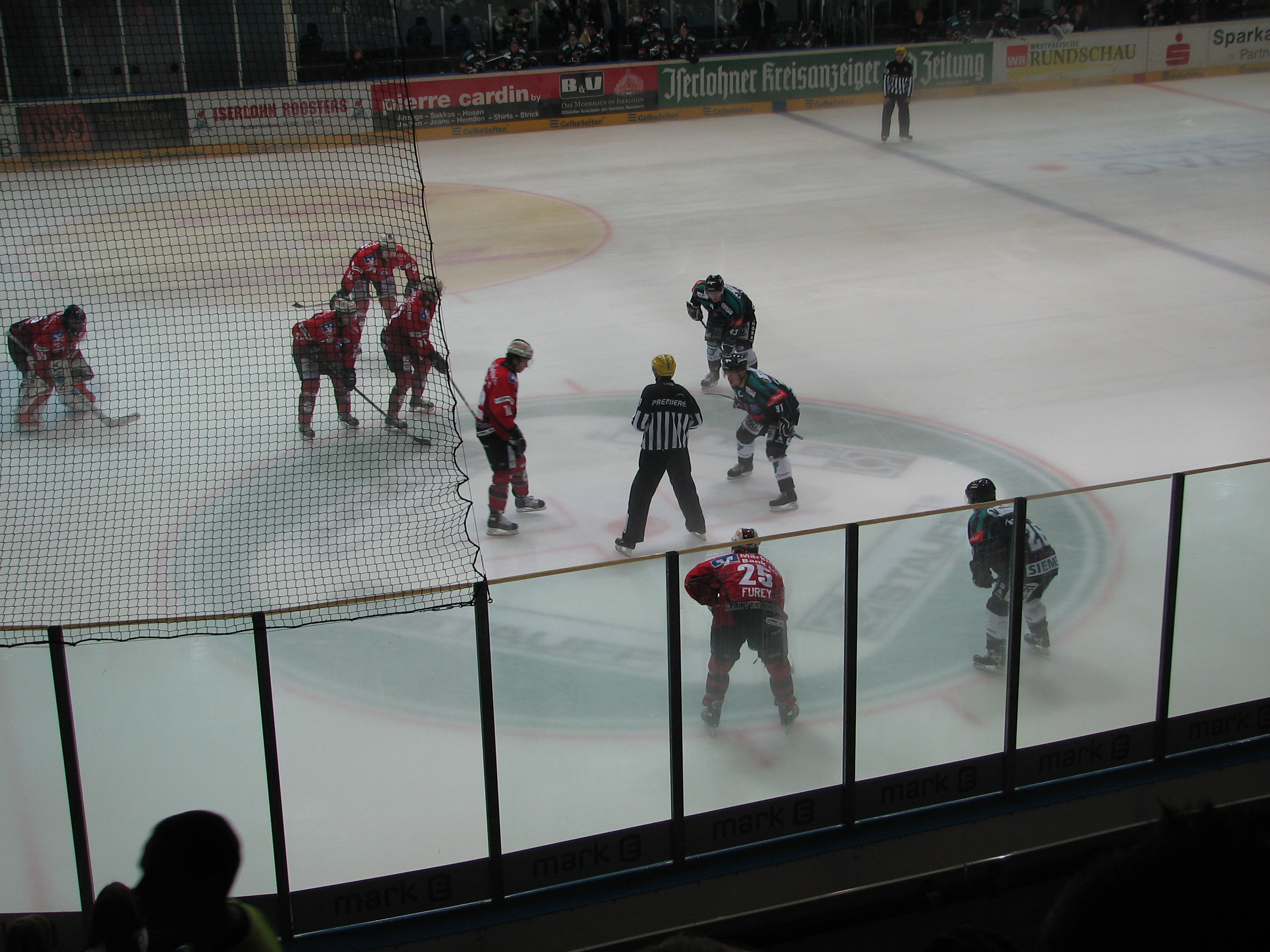
Spielszene in der Saison 2006/07

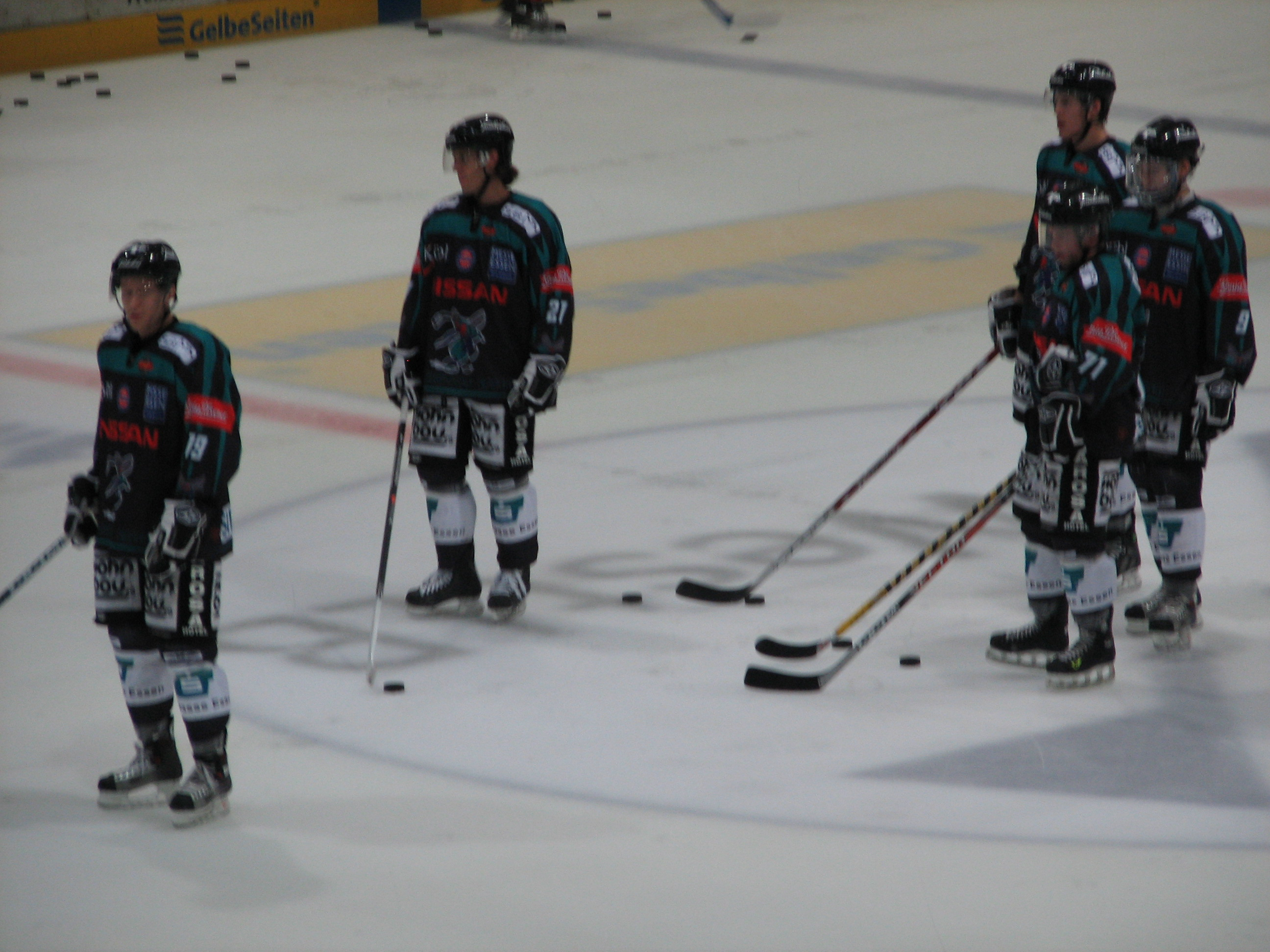
Spieler der Moskitos Essen im Jahr 2006

Nach dem sportlichen Aufstieg in der Spielzeit 2002/03 in die Oberliga, gelang ein weiteres Jahr später der erneute Aufstieg in die 2. Eishockey-Bundesliga. Die erfolglose Saison 2005/06 beendeten die Moskitos erneut mit Schulden, eine Insolvenz konnte jedoch diesmal verhindert werden. Sponsoren und Vereinsfreunde gründeten eine „Auffanggesellschaft“, deren einziger Zweck die Übernahme und die Tilgung der aufgelaufenen Zahlungsrückstände war.
In der Saison 2006/07 konnten die Moskitos lediglich sportlich überzeugen. Zielsetzung war es, den sportlichen Abstieg zu verhindern. Die Mannschaft erreichte sogar die Play-offs, scheiterte jedoch bereits in der ersten Runde in vier Spielen an den Grizzly Adams Wolfsburg. Zudem stellten die Moskitos Essen mit Tyson Mulocks 101 Punkten und 50 Tore den besten Scorer und besten Torjäger der Liga. Mit jeweils 51 Assists wurden Mulock und Conny Strömberg außerdem zu den besten Vorlagengebern der 2. Bundesliga. Finanziell mussten jedoch aufgrund ausbleibender Zuschauerzuwächse, erneut Einbußen verzeichnet werden.

### Erneute Insolvenz und Wiederaufbau (2008 bis 2016)
Am 24. Februar 2008 wurde eine Pressemitteilung herausgegeben, durch die bekannt wurde, dass die Moskitos zu diesem Zeitpunkt 300.000 Euro Verbindlichkeiten hatten und eine Insolvenz drohe. Die Stadt Essen erklärte daraufhin, keine Hilfe anbieten zu können. Drei Tage später gab der Vorstand in einer öffentlichen Pressekonferenz bekannt, dass ein anonymer Spender die Summe von 100.000 Euro zur Verfügung stelle. Ein Unternehmer aus Mülheim spendete nochmals 10.000 Euro, sodass der Endbetrag von 40.000 Euro getilgt werden könne.
Sportlich stand am Ende der Vorrunde dann der sechste Tabellenplatz und damit das Erreichen der Play-offs. Außerdem wurde mit Martin Bartek wieder ein Spieler der Moskitos Topscorer der Liga. Die Play-offs brachten erneut das Aus im Viertelfinale, diesmal gegen die Heilbronner Falken. Trotz zweier Auswärtssiege ging die Serie mit 2:4 verloren, da die Moskitos kein Heimspiel gewinnen konnten. Als Konsequenz aus dieser Saison trennte sich der Verein einvernehmlich von Trainer Jari Pasanen und Co-Trainer Anton Raubal, obwohl diese noch einen Vertrag bis 2010 besaßen. Pasanen und Raubal wechselten gemeinsam zum SERC Wild Wings.
Am 15. April 2008 wurde der Antrag auf Eröffnung des Insolvenzverfahren für die Spielbetriebs GmbH & Co, KG gestellt. Als Gründe wurden auf einer Pressekonferenz, auf der eigentlich der Trainer für die kommende Saison präsentiert werden sollte, Sponsoren genannt, die ihr Engagement wider Erwarten nicht erhöhen wollten. Auch die im Februar bekanntgegebene rettende Spende von 100.000 Euro stellten sich im Nachhinein nur als erneutes Darlehen heraus, das von Frank Dittmann, Zweiter Vorsitzender im Verein und Geschäftsführer der GmbH, bestätigt wurde.
Für die Saison 2008/09 verzichteten die Moskitos auf eine insolvenzbedingte Herabstufung der ersten Mannschaft in die Oberliga. Stattdessen wurde die Amateurmannschaft, die den Aufstieg in die Regionalliga geschafft hatte, zur Ersten Mannschaft. Nach einem dritten Platz in der Hauptrunde, beendeten die Moskitos die Aufstiegsrunde zur Oberliga als Fünfter, sodass die Play-offs knapp verpasst wurden. Über die gesamte Saison erreichten die Moskitos einen Zuschauerschnitt von 693 Zuschauern.
Zur Saison 2009/10 verstärkten die Moskitos ihr Team mit dem Ziel, den Aufstieg in die Oberliga zu erreichen. Als Trainer der Mannschaft wurde Juris Kruminsch während der Saison von Ulrich Egen und Larry Suarez abgelöst. In der Hauptrunde wurden die Moskitos zweiter hinter den Füchsen Duisburg. In der Meisterrunde konnte man sich dann an der Spitze platzieren. Nach zwei 2:0-Siegen in den Serien der Pre-Play-offs gegen die Ratinger Ice Aliens und des Play-off-Halbfinales gegen die Harzer Wölfe Braunlage kam es im Finale zur Derby-Serie gegen Duisburg. Im entscheidenden dritten Spiel wurden die Moskitos nach einem 3:2-Sieg Meister in der Regionalliga West/Südwest und Nord und stiegen in die neu strukturierte Oberliga West auf. Am 20. Juli 2011 wurde über das Vermögen des Vereins ESC Moskitos Essen e. V. das Insolvenzverfahren eröffnet. Unabhängig setzten sowohl die Senioren, als auch die Nachwuchsabteilung den Spielbetrieb fort.
Ab August 2011 war Michael Rumrich als Manager bei den Moskitos tätig. Dort führte er ab der Saison 2011/12, in enger Zusammenarbeit mit dem Insolvenzverwalter und dem eingesetzten Vorstand, die Geschäfte. Trainer in der Saison 2012/13 sowie 2013/14 (bis zu seiner Beurlaubung am 10. Dezember 2013) war Markus Berwanger. Ab Dezember 2013 leiteten Michael Rumrich sowie der bisherige Trainer-Hospitant Marc Dlugas das Training. Auf der im Rahmen des Insolvenzverfahrens des Vereins für Oktober 2014 angesetzten Versammlung der Gläubiger wurde der vorgelegte Insolvenzplan für den Verein akzeptiert. Am 10. April 2014 wurde Frank Gentges als neuer Cheftrainer verpflichtet. Die Planinsolvenz wurde am 31. März 2015 erfolgreich beendet und der Verein seither wieder durch den neu gewählten Vorstand geführt.
Im Juli 2015 kaufte die Wohnbau EG Essen die Namensrechte der ersten Mannschaft, diese wurde dadurch in ESC Wohnbau Moskitos umbenannt. Zur Saison 2015/16 wechselten die Moskitos aus der LEV-geführten Oberliga-West in die, dem DEB angehörige, Oberliga-Nord.  Durch Kooperationen mit der Düsseldorfer EG und dem EC Bad Nauheim gelang es der sportlichen Leitung, eine erfolgreiche Mannschaft zu stellen.

### Neustart in der Regionalliga und endgültiges Vereinsende (2016 bis 2025)
Im Jahr 2016 wurde das Insolvenzverfahren des Vereins beendet. Nach finanziellen Problemen zog sich der Klub im Jahr 2020 in die Regionalliga West zurück. Durch Corona wurde hier keine Saison gespielt. Der Verein konnte sich innerhalb eines Jahres komplett entschulden und hat schuldenfrei wieder die Lizenz für die Oberliga Nord erhalten, an der man seit der Saison 2021/22 wieder teilnahm. Nach der Saison 2024/25 erhielt der Verein für die Spielzeit 2025/26 keine Lizenz mehr für die Oberliga und wurde daher schließlich aufgelöst. Es wurde von ehemaligen Funktionären und Spielern unter dem Namen ESC Eagles Essen-West ein neuer Verein gegründet, welcher die komplette Jugendstruktur der Moskitos übernahm und in der Regionalliga ab der Saison 2025/26 startet.

## Bedeutende frühere Mannschaften

### Bundesliga-Meister 1999
| Position      | Name |
| Tor:          | Kai Fischer, Radek Tóth, Jochen Vollmer |
| Verteidigung: | Sven Gotzsch, Tim Grundl, Anders Hillström, Torsten Kienass, Jay Luknowsky, Bodo Müller-Boenigk, Andreas Pokorny, Bedřich Ščerban, Alexander Wunsch                                                                                               |
| Sturm:        | Richard Brodnicki, Dariusz Czerwiec, Lukas Dora, Peter Draisaitl, Andrej Fuchs, Boris Fuchs, James Hanlon, Christian Kohmann, Eric Legros, Henri Marcoux, Martin Menard, Andrej Nedorost, Michael Rumrich, Jiří Šejba, Roland Verwey, Josef Zajic |
| Trainer:      | Jan Benda sen. |

### Regionalliga-Meister 2010
| Position      | Name |
| Tor:          | Torsten Schmitt, Michael Gundlach, Dustin Strahlmeier |
| Verteidigung: | Fabian Sondern, Peter Kalinowski, David Inman, Dominik Scharfenort, Benedikt Kastner, Christian Kohmann, Florian Pompino, Michel Ackers |
| Sturm:        | Marc Höveler, Sören Hauptig, Christian Vogel, Maris Kruminsch, Alexander Brinkmann, Jan Werner, André Grein, Antti-Jussi Miettinen, Pierre Schulz, Marcel Koch, Sebastian Licau, Mike Mieszkowski, Christian Nieberle, Frank Petrozza, Philipp Hendle |
| Trainer:      | Uli Egen, Larry Suarez |

## Spieler

### Gesperrte Trikotnummern
| Name                | #  | Position    | Zeit beim Verein | Anmerkungen |
| ------------------- | -- | ----------- | ---------------- | --- |
| Bodo Müller-Boenigk | 3  | Verteidiger | 1994–2002        | Die Rückennummer 3 von Bodo Müller-Boenigk wurde aufgrund seiner Verdienste für den Verein „gesperrt“, das heißt, sie wird nicht mehr an aktive Spieler vergeben. Zur Erinnerung an den Ausgezeichneten wurde ein Banner mit den entsprechenden Nummer unter dem Dach der Eissporthalle Essen-West angebracht. |
| Radek Tóth          | 21 | Torhüter    | 1998–2000        | Auch die Rückennummer 21 wurde bei den Moskitos Essen 2012 gesperrt und wird seitdem nicht mehr vergeben. |

### Weitere bedeutende ehemalige Spieler
(Teamzugehörigkeit und Position in Klammern)
| - Peter Draisaitl (1999–2001, Sturm) Der 146-malige Deutsche Nationalspieler wurde in Tschechien geboren und spielte von 1999 bis 2001 für den ESC. Seinen ersten und einzigen Deutschen Meistertitel gewann der Stürmer in der Saison 1994/95 mit den Kölner Haien. | - Petr Fical (2001–2002, Sturm) Fical spielte bereits bei HC Energie Karlovy Vary in der höchsten tschechischen Liga, der Extraliga, und wechselte 2001 vom EV Regensburg zu den Moskitos Essen. Der Angreifer bestritt über 600 DEL-Spiele, neben Essen auch für die Iserlohn Roosters und die Nürnberg Ice Tigers. | - Leonhard Wild (2000–2002, 2003–2005 Tor) Wild wechselte 2000 zu den Moskitos und stand insgesamt 96 mal für den ESC auf dem Eis. Weitere Vereine waren SC Riessersee, Kölner Haie, EHC München sowie die Augsburger Panther. | - Rick Goldmann (2000–2001, Verteidigung) Der Verteidiger spielte für Mannheim, Kaufbeuren, Ingolstadt, Iserlohn sowie die Moskitos Essen in der DEL. Mit der Nationalmannschaft nahm er an sieben Weltmeisterschaften und zwei Olympischen Spielen teil. Für die Ottawa Senators bestritt Goldmann zudem ein NHL-Spiel. | - Jimmy Waite (2001–2002, Tor) Der ehemalige NHL-Spieler, der dort unter anderem für die Chicago Blackhawks und die San Jose Sharks auf dem Eis stand, wechselte 2001 in die DEL zu den Moskitos Essen. Über die Iserlohn Roosters gelangte der Torhüter zur Saison 2003/04 zum ERC Ingolstadt. |

## Spielstätte

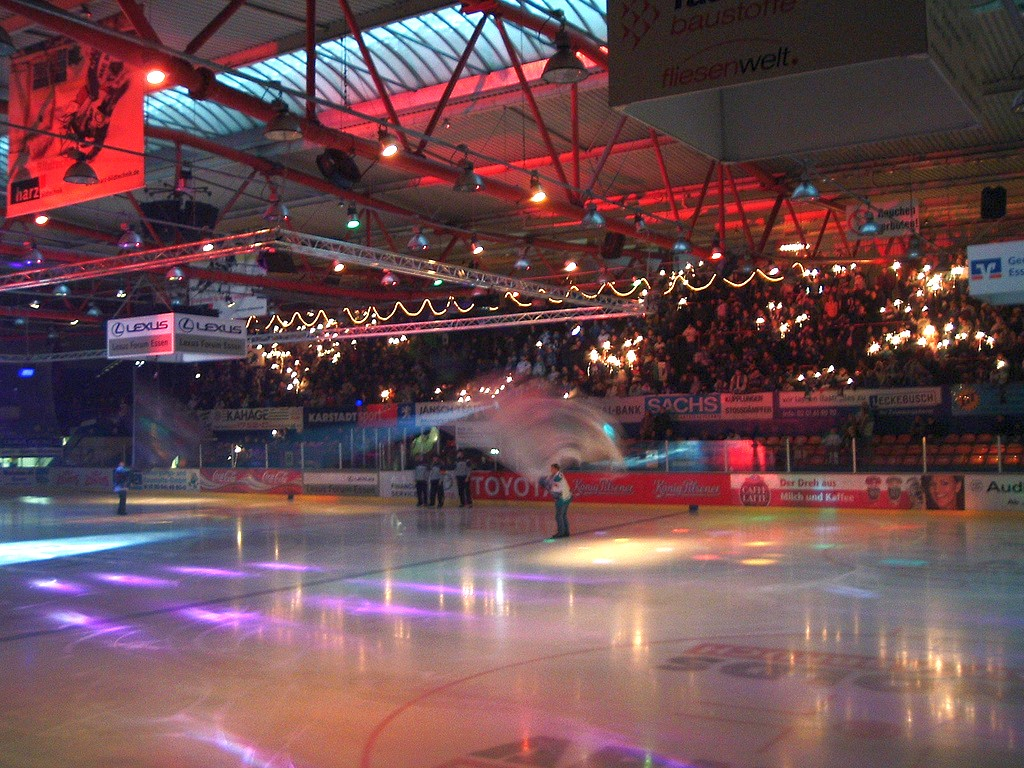
Die Eissporthalle Essen-West vor einem Spiel der Moskitos

Ihre Heimspiele trugen die Moskitos Essen in der rund 3850 Zuschauer fassenden Eissporthalle Essen-West aus. Das Stadion ist eine typische Eishalle und in ihrer Bauart ähnlich den Hallen in Iserlohn, Duisburg und Herne. Betreiber der Halle, die sich im Eigentum der Stadt Essen befindet, ist der eigens gegründete Trägerverein Eissporthalle Essen-West. Während der Sommerpause 2010 wurde die Eishalle von ehemals 5500 auf 3850 Plätze verkleinert.